# Katarzyna Skrzynecka

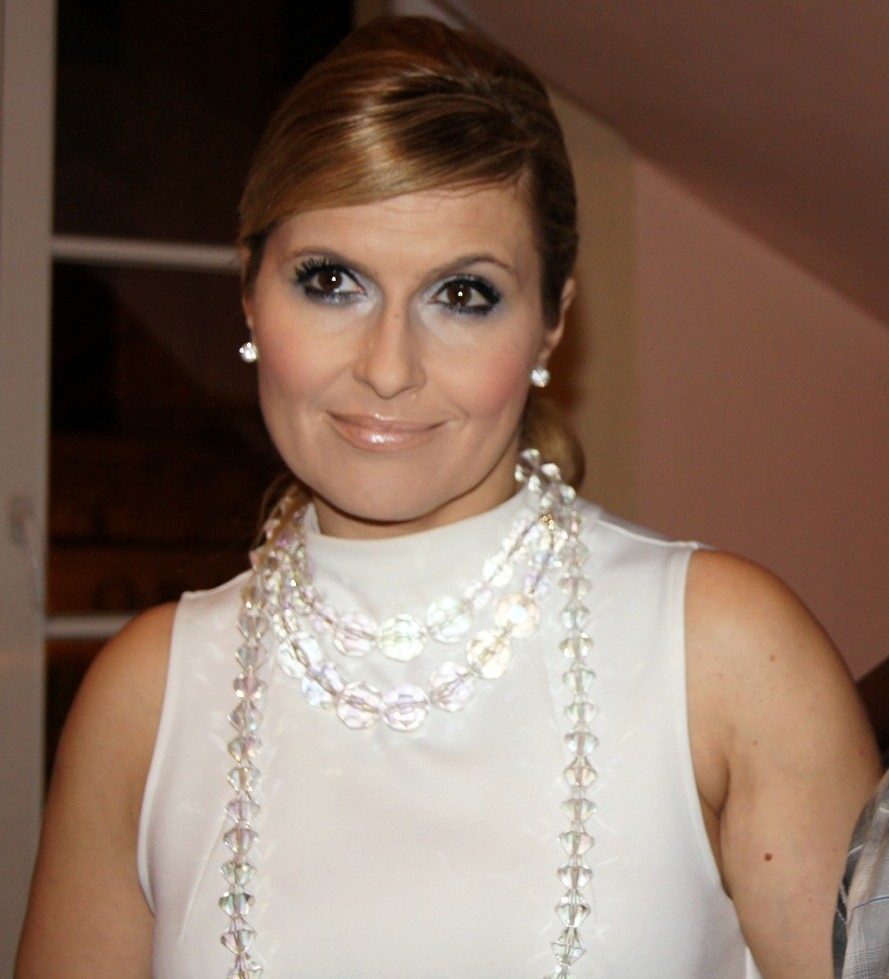
Katarzyna Skrzynecka

Katarzyna Skrzynecka, primo voto Urbańska (* 3. prosinec 1970, Varšava, Polsko) je populární polská zpěvačka a herečka.

## Katarzyna Skrzynecka ve filmu
- 1985 - Pewnego letniego dnia
- 1991 - Cynga
- 1992 - Pamiętnik znaleziony w garbie
- 1993 - Wow
- 1993 - Straszny sen…
- 1993 - Podróż na Wschód
- 1993 - Nowe przygody Arsena Lupin
- 1996 - Nocne graffiti
- 1996 - Księga Wielkich Życzeń
- 1996 - Marion de Faouet
- 1999 - Trzy szalone zera
- 1999 - Czułość i kłamstwa
- 2000 - Listy miłosne
- 2000 - Duża przerwa
- 2002 - Na dobre i na złe
- 2003 - Na Wspólnej
- 2004 - Baobab
- 2004 - Pensjonat pod różą
- 2005 - Bulionerzy
- 2006 - Kopciuszek